# Cumia mestayerae
Cumia mestayerae là một loài ốc biển, là động vật thân mềm chân bụng sống ở biển thuộc họ Colubrariidae. It can reach up to 260mm.

## Miêu tả
Loài này có kích thước giữa 20 mm and 30 mm

## Phân bố
Chúng phân bố ở biển dọc theo miền nam Úc và New Zealand.